# Teradata Corporation
Teradata Corporation ist ein auf Datenbank- und Big Data Analytics Software sowie IT-Beratung spezialisiertes US-amerikanisches Technologieunternehmen.

## Geschichte

### Gründung und Wachstumsphase
Das Unternehmen wurde 1979 in Brentwood, Kalifornien, auf Basis einer Kooperation zwischen Forschern am Caltech und der Citibank Advanced Technology Group gegründet. Der Hauptsitz ist in San Diego, Kalifornien.
1984 entwickelte Teradata einen auf Datenbankberechnungen spezialisierten Computer DBC/1012. 1990 hat Teradata den Anbieter von relationalen Datenbanken Sharebase (ursprünglich Britton Lee) übernommen. 1991 wurde Teradata selbst von der NCR Corporation übernommen. Teradata baute 1992 das erste System mit mehr als 1 Terabyte für Wal-Mart.
2000 wurde Value Analyzer, die erste Teradata-Anwendung der Enterprise-Klasse zur Messung der Kundenprofitabilität, bei der Royal Bank of Canada eingeführt. Im selben Jahr übernahm Teradata die kanadische Stirling Douglas Group. 2003 migrierten mehr als 120 Kunden nach dem Start des Oracle-to-Teradata-Migrationsprogramms zu Teradata. Im Teradata University Network waren anfangs fast 170 Universitäten aus 27 Ländern vertreten. Bis 2007 schlossen sich mehr als 850 Universitäten aus fast 70 Ländern diesem Netzwerk an.

### Börsengang und aktuelle Entwicklung
Teradata übernahm seit seiner Börsennotierung 2007 mehrere Unternehmen. Im März 2008 übernahm Teradata u. a. das Professional-Services-Unternehmen Claraview, aus dem vorher der Softwareanbieter Clarabridge hervorgegangen war. Weitere waren der Anbieter für spaltenorientierte DBM-Systeme Kickfire, gefolgt von dem Marketing-Softwareunternehmen Aprimo und in 2011 Aster Data Systems. Die bestehende Partnerschaft mit SAP wird 2009 erweitert, indem SAP NetWeaver Business Warehouse auf die Teradata-Datenbank migriert wird.
Neben dem Anbieter von Informationsmanagementprodukten Revelytix, dem Hadoop-Serviceanbieter Think Big Analytics und weiteren amerikanischen IT-Unternehmen übernahm Teradata im Jahr 2016 das britische Serviceunternehmen Big Data Partnership. 2017 folgte die Übernahme von StackIQ, dem Hersteller der Stacki-Software.
Mit Teradata Vantage wird seit 2018 eine Software-Plattform in der Cloud angeboten. Zunächst war Teradata auf Amazon Web Services verfügbar. Ab 2019 ist es auch bei Microsoft Azure verfügbar; seit 2020 ergänzt die Partnerschaft mit Google Cloud das Angebot.

### Standorte
Zum 31. Dezember 2019 beschäftigte Teradata weltweit über 8.500 Mitarbeiter. Neben der Unternehmenszentrale in San Diego, Kalifornien verfügt Teradata in den USA über weitere große Standorte in Atlanta und San Francisco, wo sich die Rechenzentrumsforschung und Entwicklung befinden. In Deutschland hat Teradata seinen Firmensitz in München. Das Unternehmen betreibt per Februar 2021 insgesamt 54 Standorte in Nord- und Südamerika, Europa, Asien und Afrika. Innerhalb des Unternehmens werden 15 Forschungs- und Entwicklungseinrichtungen unterhalten.

## Produkte
Teradata bietet drei zentrale Produkte und Services an: Cloud- und hardwarebasiertes Data Warehousing, Business Analytics und Consulting Services. Im September 2016 startete Teradata Everywhere.
Im März 2017 führte Teradata die IntelliCloud ein.

### Partnerschaften
Teradata  verfolgt mit NVIDIA eine Partnerschaft zur Forschung und Entwicklung in den Bereichen Künstliche Intelligenz und Deep Learning, und mit Cisco in den Bereichen IoT und Smart Cities. Teradata hat zudem Partnerschaften mit den drei weltweit führenden Public-Cloud-Anbietern Amazon Web Services (AWS), Microsoft Azure und Google Cloud Platform aufgebaut, um seinen Kunden Datenanalyse-Lösungen flexibel aus der Cloud zu bieten.
2019 wurde eine Partnerschaft mit der Deutschen Telekom eingegangen.